# Norma Winstone
Norma Ann Winston (Bow, 23 settembre 1941) è una cantautrice britannica.

## Biografia
Norma Winstone si è avvicinata al jazz all'età di 17 anni, ascoltando Ella Fitzgerald e Oscar Peterson alla radio. Nel 1968 si è unita alla band di Michael Garrick. Nel 1987 ha pubblicato l'album Somewhere Called Home, considerato un classico della musica jazz britannica. Nel 2001 ha vinto un BBC Jazz Award e nel 2007 è diventata Membro dell'Impero Britannico per i suoi contributi in ambito musicale. Nel 2013 è stata riconosciuta dalla Royal Academy of Music e due anni più tardi dalla Ivors Academy.

## Discografia

### Album in studio
- 1972 – Edge of Time
- 1987 – Somewhere Called Home
- 1990 – M.A.P. (con John Wolfe Brennan)
- 1990 – Music for Small and Large Ensemble (con Kenny Wheeler)
- 1993 – Far to Go
- 1995 – Well Kept Secret
- 1997 – Siren's Song (con Kenny Wheeler)
- 1998 – Manhattan in the Rain
- 1999 – Like Song, Like Weather (con John Taylor)
- 2003 – Songs & Lullabies (con Fred Hersch)
- 2003 – Chamber Music
- 2006 – It's Later Than You Think (con la NDR Big Band)
- 2006 – Children of Time (con Michael Garrick)
- 2007 – Amoroso... ..Only More So (con Stan Tracey)
- 2008 – Distances
- 2009 – Yet Another Spring (con Michael Garrick)
- 2010 – Stories Yet to Tell
- 2013 – Mirrors (con Kenny Wheeler)
- 2014 – Dance Without Answer
- 2018 – Descansado: Songs for Films

### Album dal vivo
- 1985 – Live at Roncella Jonica (con Kenny Wheeler)